# 水口剛
水口 剛（みずぐち つよし、1981年7月21日 - ）は、大阪府門真市出身で、春日山部屋（引退時は追手風部屋）に所属していた元大相撲力士。本名同じ。現役時代の体格は身長182cm、体重130kg、血液型はA型。最高位は東幕下4枚目（2013年5月場所、2013年9月場所）。
祥鳳の四股名を名乗っていた2011年5月技量審査場所から2012年11月場所までと、2013年3月場所、水口へ改名後の2015年1月場所で本場所の弓取式を担当した。

## 人物
報徳学園高校2年生の春に出場した相撲の新人戦で声をかけられたことが縁で、大学は立命館大学産業社会学部にスポーツ推薦で進学し、相撲部に所属していた。大学時代は怪我に泣かされて満足な相撲を取れず、大学卒業後も就職先が決まらなかったこともあり、大相撲界入りすることを決意。2004年7月場所に春日山部屋から初土俵を踏む。新弟子検査の時の年齢は22歳11ヶ月で、23歳未満という当時の年齢制限寸前での入門であった。立命館大学出身者が角界に入門したのは水口が初めてだった。
初めて番付に名前が載った2004年9月場所はいきなり7戦全勝の序ノ口優勝。翌11月場所も6連勝と好調で、デビューからの13連勝を記録していたが、7番相撲に敗れて序二段優勝はならなかった。2005年5月場所で幕下に昇進するが、以降は幕下中位から三段目の往復が続いた。
2010年1月場所限りで横綱・朝青龍が引退。弓取式は支度部屋に最後まで残ることになる横綱の付き人が務める慣例があり、朝青龍が引退した次の場所の2010年3月場所までは、朝青龍の付き人の男女ノ里が務めていた。通常ならばここで1人横綱となった白鵬の付き人に交代することになるが、白鵬の所属する宮城野部屋は、所属力士数が10人にも満たない小部屋であることから適当な人が見つからず、違う部屋ながらも白鵬の付き人を務めていた祥鳳が弓取りの担当に決定した。朝青龍の引退は電撃的なものであったこともあり、経験不足のため本場所の弓取式は担当できず、同年5月場所からは、元大関・千代大海が2010年1月場所限りで引退するまでその付き人をしていた千代の花（九重部屋）が暫定的に務め、2011年1月場所から祥鳳が担当することになった。
しかし、土付かずの6連勝で優勝を争っていた2010年9月場所13日目、勝った方が幕下優勝という取組が組まれ、髙安と対戦した際に右膝靭帯断裂及び半月板損傷の重症を負った。治療とリハビリのため、母校の立命館大学に戻り、大学時代のトレーナーの元で土俵復帰に向けたトレーニングを開始することになるが、2010年11月場所以降は休場となり、2011年1月場所の弓取式は千代の花が急遽続投した。
2011年5月技量審査場所で復帰すると、それと同時に弓取式の担当者として1場所遅れのデビューを果たした。この前の場所である同年1月場所限りで暫定的な担当者だった千代の花が現役を引退し、男女ノ里が急遽弓取りに復帰する可能性もあったが、結局行われなかった。土俵復帰後は2012年1月場所に6勝1敗の好成績で幕下の優勝決定戦に進出した。同年5月場所では十両昇進の可能性がある幕下15枚目以内の番付に初めて昇格した。
2013年5月場所と9月場所で、最終的な自己最高位となる東幕下4枚目に在位、しかしいずれも負け越しに終わり、十両昇進には至らなかった。2013年9月場所では13日目の7番相撲を終えて2勝5敗だったが、千秋楽に十両の北磻磨との八番相撲が組まれ、押し出しで敗れた。十両との対戦はこれが唯一だった。
この時期には自身が関取昇進を伺う地位に定着したことと、2012年9月場所後に新横綱・日馬富士が誕生したことから、弓取力士を日馬富士の付き人である聡ノ富士に交代する準備が進められ、2013年1月場所では弓取を辞任した。同年3月場所は地元での開催のため再び弓取を務めたが、5月場所からは再び聡ノ富士の担当となった。その後、四股名を本名の「水口」に戻して、2015年1月場所では三たび弓取を務めることになった。
その後も聡ノ富士の代理として弓取を務めることもあったが、2016年4月より同部屋の春日龍にその役目を譲った。
2016年10月12日に、師匠の21代春日山親方（元幕内・濱錦）に対して日本相撲協会理事会から春日山部屋の師匠辞任勧告が出されると、「納得いかない」として勧告の撤回を求める記者会見を開いた。しかし同月19日に春日山は勧告を受託して部屋は閉鎖となり、春日山部屋所属の力士は23名全員が追手風部屋へ移籍することになった。これを受けて水口は他の所属力士のうち11名とともに、閉鎖となったその日のうちに引退届を提出し、一旦は保留となったものの最終的には受理されて同年11月場所限りでの現役引退が日本相撲協会から発表された。12月23日、自身を含めた引退を決めた14人の元春日山部屋力士の断髪式が行われ、水口は2017年2月から会社員になると報道された。引退に際して水口は「悔いは残っていたが、まげを切るのと一緒に切り替える」と話した。
2020年4月にYoutubeチャンネル「お相撲ぐっちゃんねる」を立ち上げ、相撲のトレーニングや技術、現役中の体験などについての動画をアップロードしている。川崎市内で相撲道場を主宰しており、白泉社ヤングアニマルに連載中の相撲漫画「すまひとらしむ」(作画・いおり真)のアドバイザーも務めている。

## 取り口
幕下以下の力士としては特に変化が目立ち、場所に複数回変化することが非常に多かった。7番中6回も変化をしたことも複数回あった。元関脇若の里の12代西岩も、ファン目線に立って一目置き「普通の力士が変化したらブーイング。でも、水口は真っすぐいったらブーイングでしょう。お客さんも水口の変化を見に来てるんです」と、一芸を認めてしまうほどであった。2015年3月場所初日の1番相撲で敗れた際には高崎から「中に入る相撲は珍しい」と評され、NHKアナウンサーの大坂敏久からは「はたく、いなすだけでは駄目ですからね。負けはしましたがいい相撲でした。」と褒められるという現象がみられており、それだけ注文相撲が多い力士として認知されていた。本当は首の大怪我のため、まっすぐ当たらなかったが、怪我を知られるとつけこまれるので明かしていなかった。

## 主な成績
- 通算成績：269勝222敗21休（74場所）
- 各段優勝：序ノ口優勝1回（2004年9月場所）

| | 一月場所 初場所（東京） | 三月場所 春場所（大阪） | 五月場所 夏場所（東京） | 七月場所 名古屋場所（愛知） | 九月場所 秋場所（東京） | 十一月場所 九州場所（福岡） |
| --- | ----------------------- | ----------------------- | ----------------------- | --------------------------- | ----------------------- | --------------------------- |
| 2004年 （平成16年） | x                       | x                       | x                       | （前相撲）                  | 東序ノ口41枚目 優勝 7–0 | 東序二段30枚目 6–1          |
| 2005年 （平成17年） | 西三段目66枚目 6–1      | 西三段目11枚目 4–3      | 東幕下60枚目 4–3        | 西幕下51枚目 3–4            | 東三段目9枚目 3–4       | 東三段目24枚目 2–5          |
| 2006年 （平成18年） | 東三段目49枚目 5–2      | 東三段目22枚目 3–4      | 西三段目39枚目 5–2      | 西三段目12枚目 3–4          | 東三段目31枚目 5–2      | 東三段目7枚目 4–3           |
| 2007年 （平成19年） | 西幕下57枚目 3–4        | 西三段目12枚目 3–4      | 西三段目31枚目 3–4      | 東三段目42枚目 4–3          | 東三段目28枚目 3–4      | 東三段目43枚目 6–1          |
| 2008年 （平成20年） | 東幕下55枚目 5–2        | 東幕下35枚目 4–3        | 東幕下29枚目 3–4        | 東幕下38枚目 1–6            | 西三段目5枚目 6–1       | 西幕下31枚目 3–4            |
| 2009年 （平成21年） | 東幕下41枚目 5–2        | 西幕下27枚目 2–5        | 西幕下39枚目 3–4        | 東幕下47枚目 3–4            | 西三段目筆頭 6–1        | 東幕下29枚目 2–5            |
| 2010年 （平成22年） | 西幕下44枚目 4–3        | 東幕下39枚目 3–4        | 東幕下47枚目 3–4        | 西三段目筆頭 4–3            | 東幕下49枚目 6–1        | 西幕下20枚目 休場 0–0–7     |
| 2011年 （平成23年） | 西幕下60枚目 休場 0–0–7 | 八百長問題 により中止   | 西三段目40枚目 4–3      | 東三段目16枚目 2–5          | 西三段目39枚目 6–1      | 西幕下51枚目 4–3            |
| 2012年 （平成24年） | 西幕下43枚目 6–1        | 西幕下19枚目 4–3        | 西幕下15枚目 3–4        | 西幕下20枚目 4–3            | 西幕下15枚目 5–2        | 東幕下5枚目 2–5             |
| 2013年 （平成25年） | 西幕下15枚目 5–2        | 東幕下9枚目 4–3         | 東幕下4枚目 3–4         | 東幕下10枚目 5–2            | 東幕下4枚目 2–6         | 西幕下12枚目 3–4            |
| 2014年 （平成26年） | 西幕下19枚目 2–5        | 東幕下35枚目 4–3        | 西幕下29枚目 1–6        | 西幕下54枚目 4–3            | 西幕下47枚目 5–2        | 東幕下31枚目 5–2            |
| 2015年 （平成27年） | 西幕下19枚目 3–4        | 西幕下27枚目 2–5        | 西幕下47枚目 6–1        | 東幕下22枚目 3–4            | 東幕下30枚目 2–5        | 西幕下49枚目 5–2            |
| 2016年 （平成28年） | 東幕下29枚目 4–3        | 東幕下24枚目 4–3        | 西幕下18枚目 3–4        | 東幕下26枚目 4–3            | 東幕下21枚目 5–2        | 西幕下13枚目 引退 0–0–7     |
| 各欄の数字は、「勝ち-負け-休場」を示す。 優勝 引退 休場 十両 幕下 三賞：敢=敢闘賞、殊=殊勲賞、技=技能賞 その他：★=金星 番付階級：幕内 - 十両 - 幕下 - 三段目 - 序二段 - 序ノ口 幕内序列：横綱 - 大関 - 関脇 - 小結 - 前頭（「#数字」は各位内の序列） |                         |                         |                         |                             |                         |                             |

## 改名歴
- 水口 剛（みずぐち つよし） 2004年7月場所 - 2005年11月場所
- 天扇 剛（てんおう つよし） 2006年1月場所 - 2007年5月場所
- 水口 剛（みずぐち つよし） 2007年7月場所 - 2009年11月場所
- 祥鳳 剛（しょうほう つよし） 2010年1月場所 - 2014年5月場所
- 水口 剛（みずぐち つよし） 2014年7月場所 - 2016年11月場所